# Daddio (película)
Daddio es una película dramática estadounidense de 2023 producida, escrita y dirigida por Christy Hall. Está protagonizada por Dakota Johnson y Sean Penn.
Daddio se estrenó en cines selectos de Estados Unidos y Canadá el 28 de junio de 2024.

## Sinopsis
Tras aterrizar en el Aeropuerto Internacional John F. Kennedy, una joven toma un taxi de regreso a su apartamento en Manhattan. Durante el viaje, ella y el taxista, Clark, tienen conversaciones inesperadamente honestas sobre numerosos temas, incluidas sus relaciones pasadas y presentes, sexo y dinámicas de poder, pérdidas y vulnerabilidad.

## Reparto
- Dakota Johnson como Girlie[4]
- Sean Penn como Clark

## Producción
Originalmente fue concebida como una obra de teatro. En octubre de 2017, se anunció que Daisy Ridley protagonizaría la película, basada en un guion especulativo de Christy Hall. Ese diciembre, el guion fue incluido en la "Lista Negra" de ese año de los guiones no producidos más queridos en Hollywood. En junio de 2021, se anunció que Johnson había reemplazado a Ridley y que Penn también participó en la película. Johnson fue quien inicialmente sugirió a Penn y le envió personalmente el guion.
La fotografía principal se realizó en la ciudad de Nueva York y Jersey City, Nueva Jersey, en diciembre de 2022. Se rodó en 16 días. La película entró en posproducción en enero de 2023.
Todas las escenas que tuvieron lugar dentro de la cabina se filmaron en un estudio de sonido utilizando producción virtual en el set, que consistía en grandes pantallas de video LED en las que se representaban entornos digitales. Los actores actuaron frente a las pantallas en tiempo real.

## Estreno
Daddio se estrenó en el 50.° Festival de Cine de Telluride el 1 de septiembre de 2023. También se proyectó en el Festival Internacional de Cine de Toronto de 2023 el 10 de septiembre de 2023, como parte de su programa de proyección especial. En septiembre de 2023, Sony Pictures Classics adquirió los derechos de distribución de la película para América del Norte y América Latina, así como para algunos territorios europeos y asiáticos, y programó su estreno en cines en algún momento de 2024. Fue estrenada en Estados Unidos y Canadá el 28 de junio de 2024.